# Anii 870
Secole: Secolul al VIII-lea - Secolul al IX-lea - Secolul al X-lea
Decenii: Anii 820 Anii 830 Anii 840 Anii 850 Anii 860 - Anii 870 - Anii 880 Anii 890 Anii 900 Anii 910 Anii 920
Ani: 870 | 871 | 872 | 873 | 874 | 875 | 876 | 877 | 878 | 879